# Poker en 1990
Cet article résume les événements liés au monde du poker en 1990.

## Tournois majeurs

### World Series of Poker 1990
Mansour Matloubi remporte le Main Event.

### Super Bowl of Poker 1990
T. J. Cloutier remporte le Main Event.

## Poker Hall of Fame
Benny Binion est intronisé.